# Предаппіо
Предаппіо (італ. Predappio) — муніципалітет в Італії, у регіоні Емілія-Романья,  провінція Форлі-Чезена.
Предаппіо розташоване на відстані близько 250 км на північ від Рима, 70 км на південний схід від Болоньї, 16 км на південь від Форлі.
В Предаппіо народився й похований Беніто Муссоліні.

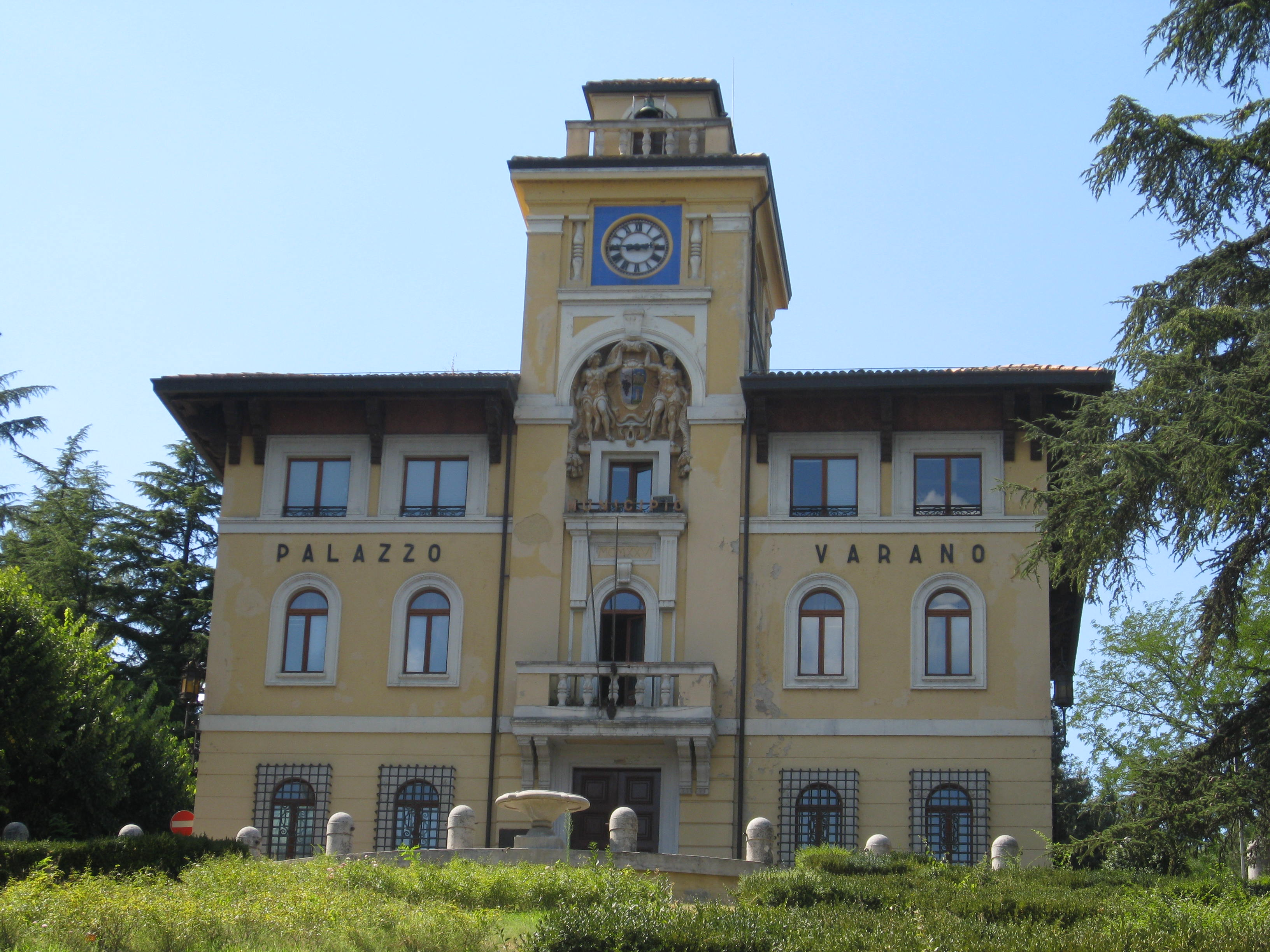

Населення — 6419 осіб (2014).

## Демографія
Населення за роками:

Станом на 1 січня 2023 року в муніципалітеті офіційно проживали 744 іноземці з 49 країн, серед них 267 громадян країн Євросоюзу та 21 громадянин України.

## Персоналії
- Беніто Муссоліні (1883-1945) — італійський політичний діяч, фашистський диктатор Королівства Італія з 1922 по 1943 роки.

## Сусідні муніципалітети
- Кастрокаро-Терме-е-Терра-дель-Соле
- Чивітелла-ді-Романья
- Довадола
- Форлі
- Галеата
- Мельдола
- Рокка-Сан-Кашіано